# 후난촌
후난촌(富南村)은 도야마현 가미니카와군에 있던 촌이다. 

## 역사
- 1955년 7월 1일 - 신보촌, 구마노촌, 쓰카와촌이 합병해 가미니카와군 후난촌이 성립하였다.
- 1960년 10월 1일 - 도야마시에 편입되었다.

## 참고문헌
- 『市町村名変遷辞典』東京堂出版、1990年。